# Acacia sulcata
Acacia sulcata é uma espécie de leguminosa do gênero Acacia, pertencente à família Fabaceae.